# Gervasio de Persona
Gervasio de Persona, o anche Gervasio de Matino (Matino, 1200 circa – Monreale, 1269), nobile di antiche origini normanne italianizzato, è stato Giustiziere di Capitanata sotto il governo di Federico II di Svevia, Feudatario di Matino, Tuglie, Seclì, signore di Mottola, Soleto e Ceglie Messapica, segretario e consigliere di  Manfredi di Sicilia, fedele alla famiglia Hohenstaufen è stato uno dei più influenti personaggi della corte sveva nel Regno di Sicilia. Alcuni storici come Raffaello Morghen ritengono sia l'autore dell'opera Historia de rebus gestis Frederici II imperatoris, una delle più importanti fonti originali riguardanti il periodo federiciano..

## Biografia

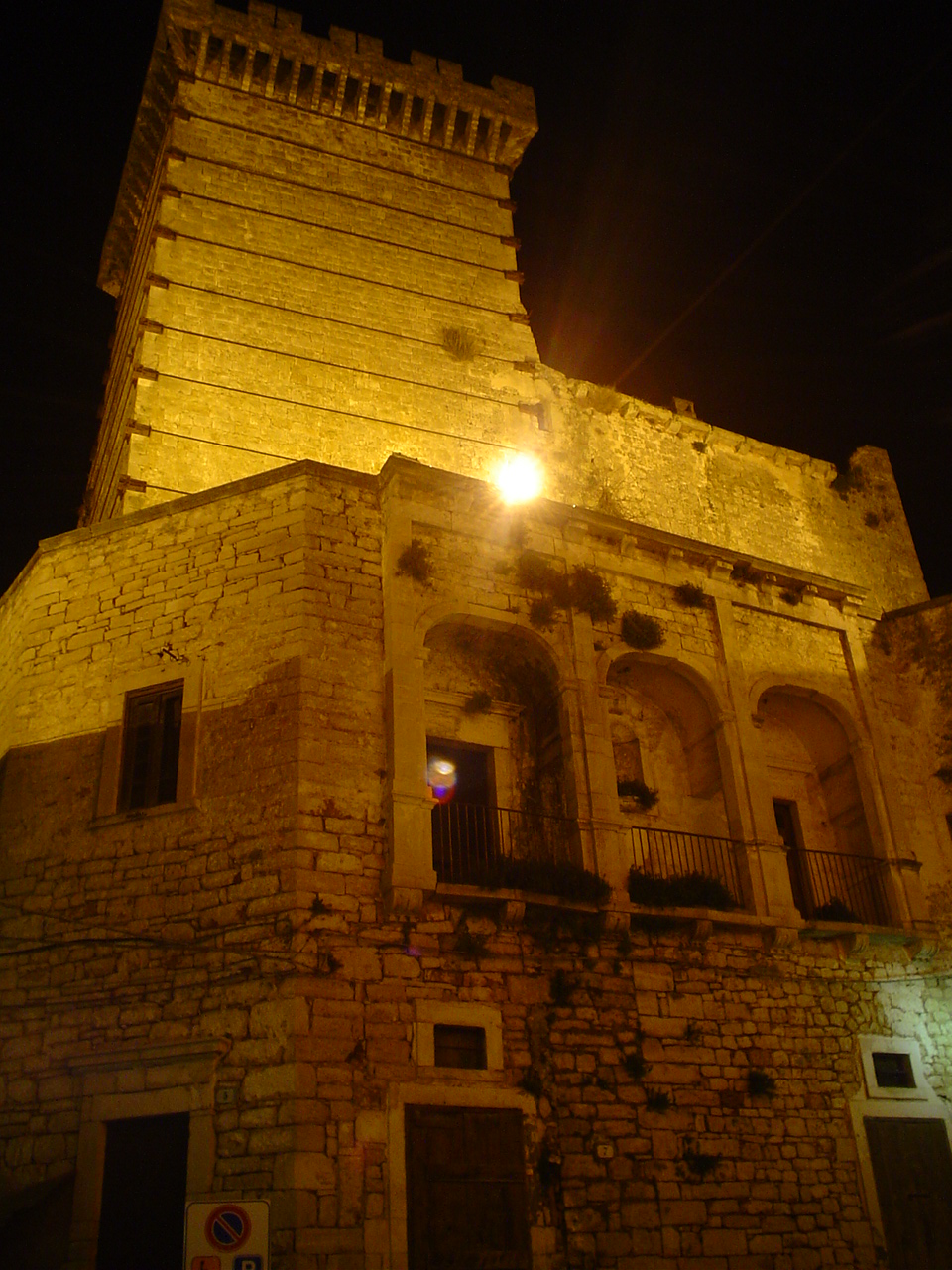
Castello di Ceglie Messapica

Figlio di Filippo De Persona, fu Giustiziere imperiale di Capitanata nel 1250, feudatario di Matino, signore delle terre di Ceglie del Gualdo, di Mottola, di Soleto e del casale di San Pietro in Galatina. Personaggio di primo piano nella corte sveva e nel novero dei "familiari" durante il regno di Manfredi di Sicilia, già sul finire del governo dell'imperatore Federico II era asceso ai massimi uffici dello Stato. 
Federico II tenne con lui corrispondenza relativa all'attività degli ordini monastico militari (in particolare Ospedalieri e Templari). Da Lagopesole nel luglio del 1250 l'Imperatore lo esortava, quale Giustiziere di capitanata, a sorvegliare affinché alcuni ospedali di Troia non subissero malvessazioni da parte del clero locale.
Gervasio continuò la sua collaborazione con gli Hohenstaufen anche dopo la morte di Federico II, divenendo (insieme a Goffredo da Cosenza), segretario e consigliere di Manfredi di Sicilia. Dopo la sconfitta di Manfredi a Benevento, Gervasio fuggì in Romania come molti altri baroni svevi sfuggiti alla cattura sul campo di battaglia. Scompare dalla scena per 2 anni fino al suo ritorno in seguito alla nuova ribellione sveva, presumibilmente nel settembre-ottobre del 1268, ma viene immediatamente catturato appena sbarcato ad Otranto e tratto prigioniero nel castello di Brindisi.
Accusato di tradimento, fu condannato a morte e alla confisca dei beni, con atto emanato a Trani da Carlo I d'Angiò il 16 novembre 1268. 
La condanna non fu eseguita immediatamente forse anche per l'età avanzata di Gervasio.
Alla caduta di Gallipoli, dopo l'Assedio del 1268-69, avvenuta probabilmente nell'aprile del 1269, anche il figlio Glicerio, la moglie Peregrina, la nuora Riccarda da Giurdignano e 7 dei suoi nipoti furono arrestati e incarcerati a Brindisi.
Il re Carlo d'Angio concesse grazia a lui e a tutta la sua famiglia per intercessione di Elisabetta, regina d'Ungheria con l'eccezione del figlio Glicerio che fu invece giustiziato. 
Si suppone che Gervasio e i superstiti della famiglia abbiano trovato scampo in Sicilia, a Monreale, dove agli inizi del XIV secolo è ancora documentato un Gervasio de Matino, probabilmente suo nipote. 
La famiglia De Persona otterrà il perdono reale circa un secolo dopo ad opera della regina Giovanna d'Angiò-Durazzo e rientreranno in possesso del natìo feudo di Matino nel 1378 e ne rimarranno i feudatari fino al 1575 quando la casata si estinguerà. 

### Ipotesi che Gervasio De Matino sia il vero nome di Nicolaus de Jamsilla
Un elemento molto interessante dal punto di vista storiografico è che il De Matino è possibile sia l'autore, con lo pseudonimo di Nicolaus de Jamsilla e secondo un'ipotesi prodotta dall'accademico Raffaello Morghen nel secolo scorso, dell'opera «Historia de rebus gestis Friderici II Imperatoris eiusque filiorum Conradi et Manfredi Apuliae et Siciliae Regum, ab anno MCCX usque ad MCCLVIII. Adnectitur Anonymi supplementum de rebus gestis eiusdem Manfredi, Caroli Andagavensis et Conradini regum ab anno MCCLVIII usque ad MCCLXV» («Storia delle imprese dell’imperatore Federico II e dei suoi figli Corrado e Manfredi, re di Apulia e di Sicilia, dall’anno 1210 al 1258; vi è allegato un Supplemento di autore anonimo sulle imprese dello stesso Manfredi, di Carlo d'Angiò e di Corradino, sovrani, dall’anno 1258 al 1265»).
Si tratta di una delle maggiori opere coeve riguardanti l'assetto politico e l'opera di Federico II e di suo figlio Manfredi ad oggi conosciute. 